# Соколье (Владимирская область)
Соколье — посёлок в Меленковском районе Владимирской области России, входит в состав Даниловского сельского поселения.

## География
Посёлок расположен примерно в 11 км к юго-западу от Меленок близ озера Соколье.

## История
Посёлок Соколье возник в 30-х годах XX века при торфоразработках. В посёлке имелась узкоколейная железная дорога, связывавшая его с Меленками (закрыта в 90-х годах XX века), и локомотивное депо.

## Население
| 2002 | 2010 | 2021 |
| ---- | ---- | ---- |
| 168  | ↘140 | ↘104 |

## Транспорт и связь
Посёлок обслуживает отделение почтовой связи в г. Меленки (индекс 602102).